# Zoé Latraverse
Pour les articles homonymes, voir Latraverse.
Zoé Latraverse est une actrice québécoise.

## Filmographie
- 1989 : Le Grand Remous : Maggie
- 1990-1994 : Watatatow : Annie Rioux
- 1991 : Marilyn : Roseline Mathieu
- 1999 : Le Grand Serpent du monde : Anaïs